# Martin Karplus
Martin Karplus là một nhà hóa học người Áo, ông là giáo sư danh dự tại Đại học Harvard và là Giám đốc Phòng thí nghiệm Hóa lý sinh, một phòng thí nghiệm hợp tác giữa Trung tâm nghiên cứu khoa học Quốc gia Pháp và Đại học Strasbourg. Ông đã được nhận được Giải Nobel Hóa học năm 2013".

## Sự nghiệp
Ông sinh ngày 15 tháng 3 năm 1930, năm 1950 Martin Karplus lấy bằng cử nhân tại Đại học Harvard. sau khi tốt nghiệp, Karplus tiếp tục theo đuổi các nghiên cứu sau đại học tại Viện Công nghệ California.
Năm 1953, Karplus hoàn thành luận án Tiến sĩ. Ông làm luận án sau tiến sĩ tại Đại học Oxford từ năm 1953 đến 1955. Karplus đã giảng dạy tại Đại học Illinois và Đại học Columbia trước khi chuyển đến Đại học Harvard vào năm 1967.
Karplus đã góp công lớn cho sự phát triển trong lĩnh vực vật lý, bao gồm các nghiên cứu về phổ cộng hưởng từ hạt nhân, động lực học hóa học, hóa học lượng tử. Trong đó, phần đáng chú ý nhất là động lực học phân tử mô phỏng của các đại phân tử sinh học. Ông cũng nghiên cứu, đóng góp ở lĩnh vực quang phổ cộng hưởng từ hạt nhân, đặc biệt là sự hiểu biết về hạt nhân khớp nối quay spin và điện tử quay quang phổ cộng hưởng. Các phương trình Karplus mang tên ông mô tả mối tương quan giữa khớp nối các hằng số và góc nhị diện trong quang phổ cộng hưởng hạt nhân protein.
Nghiên cứu hiện nay của Martin Karplus liên quan chủ yếu tới các thuộc tính của các phân tử sinh học. Nhóm của ông hiện đang điều phối sự phát triển của CHARMM, chương trình mô phỏng động học phân tử. Ông đã giám sát hơn 200 sinh viên đại học và các nhà nghiên cứu sau tiến sĩ trong sự nghiệp của mình (từ năm 1955) ở các trường Đại học Illinois, Đại học Columbia và Đại học Harvard.

## Gia đình
Khi còn nhỏ, Martin Karplus cùng gia đình đã phải chạy trốn Đức quốc xã sang Áo. Sau đó ông theo gia đình đến nhập cư tại Hoa Kỳ. Ông nội của Karplus là Johann Paul Karplus (1866-1936), một giáo sư về tâm thần học của Đại học Viên. Ông cũng là cháu trai của nhà xã hội học nổi tiếng, nhà triết học và âm nhạc học Theodor W. Adorno. Anh trai của ông, Robert Karplus, là một nhà vật lý học nổi tiếng tại Đại học California, Berkeley..

## Giải thưởng
Ông đã được nhận nhiều giải thưởng danh giá:
- Giải thưởng B. Anfinsen Christian, năm 2001.
- Giải Nobel Hóa học, năm 2013.